# Susan Cooper

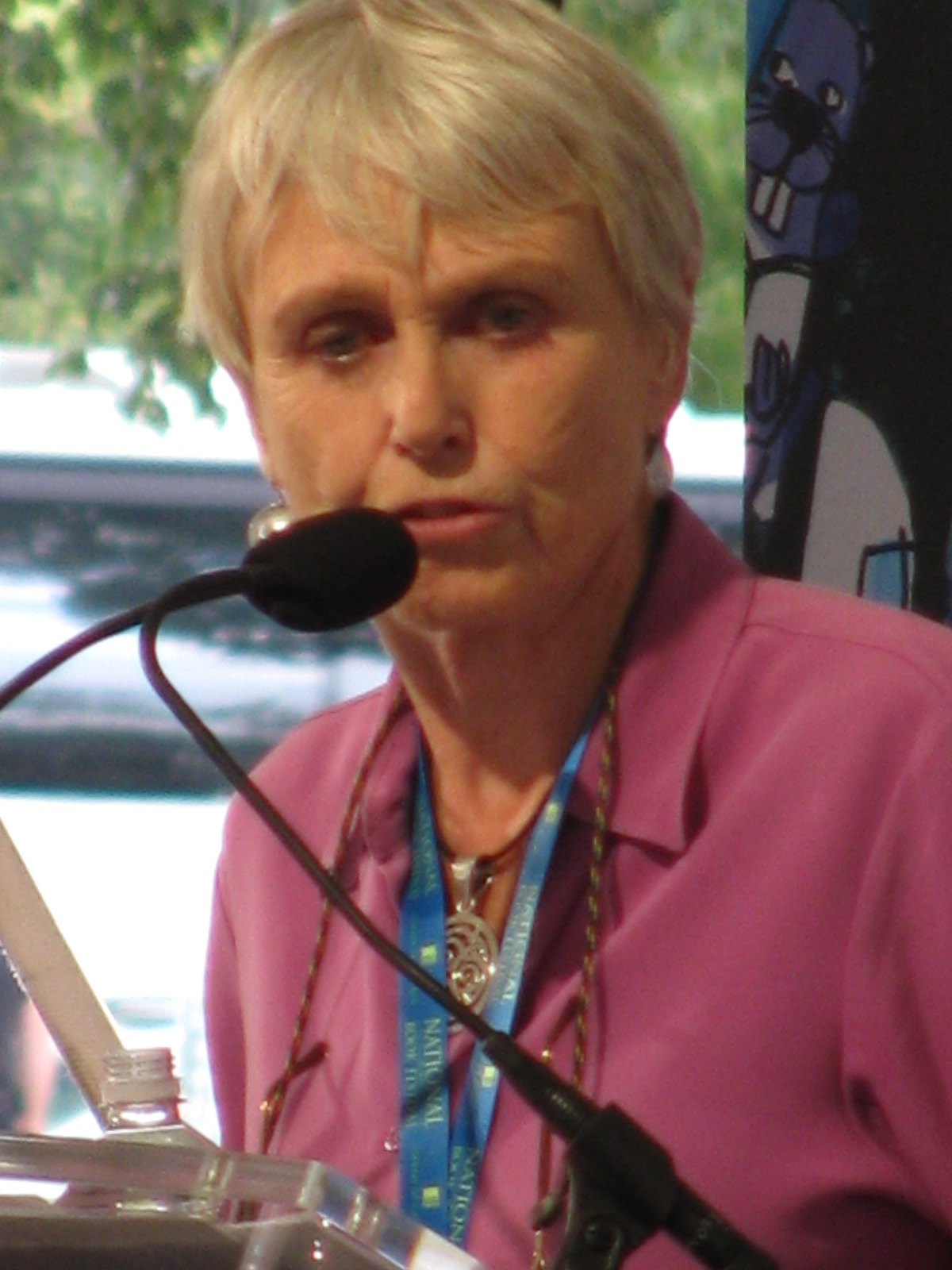
Susan Cooper im September 2013

Susan Cooper (* 23. Mai 1935 in Burnham, Buckinghamshire, England) ist eine britische Schriftstellerin, die in Oxford Englisch studierte. Cooper hat ein sehr vielseitiges Werk geschaffen, das Drehbücher, Romane, Kinderbücher und Bühnenstücke  umfasst. Nach dem Studium arbeitete sie zunächst als Journalistin, heiratete dann aber einen Amerikaner und zog 1963 nach Connecticut/USA. Ihr größter Erfolg ist heute ihre Fantasy-Serie The Dark is Rising.

## Leben
Susan Cooper ist durch ihre Jugendbuchserie „Wintersonnenwende“ (The Dark is Rising) bekannt geworden, in der sie Elemente der Artus-Sage mit keltischer Mythologie (Mabinogion) und eigenen Elementen zu einer spannenden Fantasy für Kinder verknüpft. Die Serie ist eher auf jüngere Leser ausgerichtet und mit mehreren Preisen ausgezeichnet worden. Der erste Teil heißt „Bevor die Flut kommt“, der zweite ist „Wintersonnenwende“, dann folgen „Greenwitch“, „Der Graue König“ und „Die Mächte des Lichts“. 
„Wintersonnenwende“ handelt vom Kampf zwischen Gut und Böse, der seit Urzeiten ausgetragen wird. Mit dem 11. Geburtstag des Protagonisten Will Stantons, des als letzten zu den so genannten Uralten hinzugekommenen, tritt dieser Kampf in eine entscheidende Phase. Der zweite Teil der Romanreihe wurde 2007 unter dem Titel The Seeker: The Dark Is Rising (dt.: Wintersonnenwende – Die Jagd nach den sechs Zeichen des Lichts) verfilmt.
In erster Ehe war sie von 1963 bis 1983 mit dem Amerikaner Nicholas Grant verheiratet, weswegen sie von England in die Vereinigten Staaten zog. 1996 heiratete sie den Schauspieler und Autor Hume Cronyn, mit dem sie bis zu seinem Tod im Jahre 2003 verheiratet blieb.

## Auszeichnungen
- 1976 Newbery Medal für The Grey King
- 1978 Wilhelm-Hauff-Preis für Wintersonnenwende
- 2012 Margaret A. Edwards Award der American Library Association für großen Verdienste in der Jugendliteratur (Die Wintersonnenwende-Saga)
- 2013 World Fantasy Award für das Lebenswerk

## Werke

### Fantasy für Kinder

#### Wintersonnenwende – The Dark Is Rising
- Over Sea, Under Stone, 1965, Bevor die Flut kommt, 1985, ISBN 3-570-30166-4
- The Dark is Rising, 1973,  Wintersonnenwende, 1977, ISBN 3-570-30303-9
- Greenwitch, 1974, Greenwitch, 1985, ISBN 3-570-30168-0
- The Grey King, 1975, Der Graue König, 1986, ISBN 3-570-30304-7
- Silver on the Tree, 1977, Die Mächte des Lichts, 1986, ISBN 3-570-30305-5

die komplette Saga als Sammelband:
- The Dark Is Rising Sequence, 1987, Lichtjäger. Die Wintersonnenwende-Saga, 2008, ISBN 3-570-13625-6

#### Boggart
- The Boggart, 1993, Der Boggart im Loch Ness, 1998, ISBN 3473343579
- The Boggart and the Monster, 1997, Boggart. Ein Altes Wesen in der Neuen Welt, 1998, ISBN 3-570-21049-9

#### Einzelromane
- Seaward, 1983, Am Ende das Meer, 1987, ISBN 3473516252
- King of Shadows, 1999, Pucks Traum, 2002, ISBN 3473522023
- Green Boy, 2002
- Victory, 2006, Victory. Die Geschichte von Molly & Sam, 2007, ISBN 3414820234
- Ghost Hawk, 2013 (Historischer Roman über die Wampanoag und Plymouth Colony)

### Illustrierte Kinderbücher
- Jethro and the Jumbie (1979)
- The Silver Cow (1983)
- The Selkie Girl (1986)
- Tam Lin (1991)
- Matthew's Dragon (1991)
- Danny and the Kings (1993)
- Frog (2002)
- The Magician’s Boy (2005)

### Andere
- Mandrake (1964)
- Behind the Golden Curtain (1965)
- J. B. Priestley: Portrait of an Author (1970) (Eine Biographie von J. B. Priestley)
- Dawn of Fear (1970) (Autobiographischer Roman während der London Blitz)
- Foxfire (Schauspiel)
- The Dollmaker (Filmskript)
- Dreams and Wishes (1996) (Essays über Kinderliteratur)

## Adaptionen
- Robert Macfarlane et al.: The Dark Is Rising. 12-teilige Hörspielreihe. BBC World Service, 2022. Online verfügbar